# Shane Dawson
Shane Dawson, ameriški komik, avtor, filmski producent in pevec, * 19. julij 1988, Long Beach, Kalifornija, Združene države Amerike
Dawson je znan po svojih video posnetkih, ki jih objavlja na portalu YouTube. Shane Dawson je videe začel objavljati leta 2008, ko je bil star 19 let. K slavi se je povzpel hitro in postal eden od "očetov" portala Youtube. V njih je upodabljal različne stalne like sedaj pa se usmerja v dokumentarne mini-serije kot so The Secret World of Jeffree Star(pet-delna serija, za katero je prejel ogromne medijske pozornosti in 70 milijonov ogledov v prvih dveh tednih) in Confronting My Dad. Njegova dva glavna kanala sta bila v letu 2010 (vsak zase) med desetimi najbolj spremljanimi kanali na YouTube in njegovi uspešni posnetki imajo skupno več sto milijonov ogledov. Sedaj Shane ni več aktiven na svojem originalnem kanalu. 
Dawson ima Dismorfno telesno motnjo. Julija 2015 se je Dawson izpovedal da je Biseksualen, posnetek objavljen na Shane Dawson TV. 
Do zdaj je izdal dve knjigi in uspešno pogovorno oddajo Shane and Friends, ki je ena izmed bolj popularnih na iTunes.
Leta 2015 je Dawson začel objavljati posnetke o znanih konspiracijah, ki so eni od bolj ogledanih, na njegovem kanalu.
Leta 2010 je za svoje delo na portalu Youtube, dobil dve nagradi Streamy.
Leta 2011 je izdal dva kratka filma z naslovom Friends 4 Ever in How Shanaynay Stole Christmas. Leta 2012 je igral v filmu Smiley, leta 2014 pa je izdal svoj prvi film katerega je produciral in bil direktor, Not Cool, za katerega je prejel tudi nagrado, filmske hiše The Chair. V letu 2015 je izdal tri kratke filme, I hate Myselfie, Viral Video 2 in I Hate Myselfie 2. 
Leta 2016 je posnel svoj tretji veliki film, Internet Famous, kjer je igral vlogo Tomasa.. Istega leta je izdal dva kratka filma, It Gets Worse: Short Film in The Lottery: Short Film, ki zajemata poglavji iz njegove druge knjige, It Gets Worse.
V septembru, 2018, Shane nadaljuje pot dokumentarnih filmov, in napoveduje osem-delno serijo The Mind of Jake Paul.
Do današnjega dne, je Shane Dawson ena najbolj znanih internetnih osebnosti, s preko 31 milijoni sledilcev po socialnih omrežjih, in s svojimi dokumentarnimi serijami spreminja in oblikuje nove poti in smeri v svetu socialnega omrežja.
Znan je po svojih zanimivih delih in s sodelovanjem z znanimi in popularnimi socianimi zvezdniki kot so, fant Ryland Adams, Morgan Adams,Tana Mongeau,Jeffree Star, Garret Watts, Trisha Paytas, Trevor Moran, Drew Monson, Andrew Siwicki in Bunny Meyers.
Danes Shane živi v Los Angeles, California s svojim fantom Ryland Adams, dvema psoma Uno in Honey ter s svojo mačko Cheeto.